# 7425 Lessing
7425 Lessing (1992 RO5) là một tiểu hành tinh vành đai chính được phát hiện ngày 2 tháng 9 năm 1992 bởi E. W. Elst ở La Silla.